# Gössendorf
Gössendorf – gmina targowa w Austrii, w kraju związkowym Styria, w powiecie Graz-Umgebung. Liczy 3834 mieszkańców (1 stycznia 2015).